# 徳島県立徳島商業高等学校
徳島県立徳島商業高等学校（とくしまけんりつ とくしましょうぎょうこうとうがっこう, Tokushima Prefectural Tokushima Commercial High School）は、徳島県徳島市城東町一丁目にある県立商業高等学校である。通称は「徳商」（とくしょう）や「TCS」など（校章にちなんでcTsと記述する場合も多い）。徳島市の城東地区に位置し、周囲には住宅街が広がっている。
甲子園で優勝経験がある野球部ほか数多くのクラブが全国大会出場を経験しているスポーツが盛んな学校である。

## 設置学科
- ビジネス探求科
- ビジネス創造科
  - アドバンストコース
  - マネジメントコース
  - 総合ビジネスコース

## 沿革
商業学校時代
- 1908年（明治41年）8月19日 - 甲種商業学校として「徳島県立商業学校」の開校が認可される。
- 1909年（明治42年）
  - 4月1日 - 開校。
  - 4月17日 - 予科生53名の入学が許可される。
- 1913年（大正2年）3月22日 - 第1回卒業式を挙行。
- 1944年（昭和19年）4月21日 - 小松島町立小松島実業学校商業科を統合。

新制・商業高等学校
- 1948年（昭和23年）4月1日 - 学制改革（六・三・三制の実施）により、商業学校が廃止され、新制高等学校「徳島県徳島商業高等学校」が発足。
  - 旧・徳島市立女子商業学校を統合。
- 1949年（昭和24年）4月1日 - 高校三原則に基づく徳島県内公立高等学校の再編により、「徳島県城東高等学校商業課程」となる。
- 1950年（昭和25年）4月1日 - 商業課程再編、移管により「徳島県城北高等学校商業課程」となる。
- 1952年（昭和27年）10月1日 - 徳島県城北高等学校より分離し、「徳島県徳島商業高等高校」として独立。
- 1956年（昭和31年）4月1日 - 「徳島県立徳島商業高等学校」（現校名）と改称（県の後に「立」が加えられる。
- 1967年（昭和42年）4月20日 - 商業科特別教室（第一期工事）が完成。
- 1969年（昭和44年）
  - 3月31日 - 商業科特別校舎（第二期工事）が完成。
  - 4月1日 - 営業科と事務科を新設。
- 1970年（昭和45年）10月1日 - 創立60周年を記念し、徳商研修会館が完成。
- 1972年（昭和47年）4月1日 - 情報処理科を新設。
- 1975年（昭和50年）1月31日 - 情報処理科に小型電子計算機組織を導入。
- 1980年（昭和55年）10月23日 - 創立70周年を記念し、徳商会館が完成。
- 1986年（昭和61年）3月1日 - パソコンを導入。
- 1982年（昭和62年）3月20日 - 情報図書会館が完成。
- 1990年（平成2年）10月4日 - 創立80周年を記念し、スポーツ記念館が完成。
- 1992年（平成4年）4月1日 - 営業科と事務科の募集を停止し、流通経済科と会計科を新設。
- 1994年（平成6年）3月31日 - 営業科と事務科を廃止。
- 2003年（平成15年）4月1日 - 4学科制を1類（総合情報ビジネス類）6コース制に再編。商業科・流通経済科・会計科・情報処理科の生徒募集を停止。
- 2005年（平成17年）3月31日 - 商業科・流通経済科・会計科・情報処理科を廃止。
- 2012年（平成24年）4月1日 - 1類（総合情報ビジネス類）6コース制を3学科（情報処理科・会計情報科・商業科）に学科再編。総合情報ビジネス類の生徒募集を停止。
- 2014年（平成26年）3月31日 - 総合情報ビジネス類を廃止。

## 校章
校章は円形で、アルファベットでCTSと印されている。ギリシャ神話の商業の神ヘルメスの杖をモチーフにしており、Tが杖、CとSを2匹の蛇に見立てている。

## 特色・校風
- 全校生徒900人弱で男女比は4：6、1学年300人弱（8クラス）で編成されている。
- 情報処理科、会計情報科に在籍している生徒には早朝補習が義務付けられる（商業科では希望制）。
- 授業時間は50分授業で月水金が6時間、火木が7時間である。
- 全国商業高等学校協会主催の検定の1級取得に力を入れており、1級3科目合格者が年間数十名表彰される。
- 10月初旬、徳商祭（体育祭と文化祭）が開催される。
- 体育祭では各学年で全員が参加するパフォーマンスが存在する。1年生は全員が校歌に合わせて体操をする徳商体操、2年生がクラス別にオリジナルのTシャツを着用しての阿波踊り、3年生がクラス別に衣装と楽曲を用意して踊る当校最大のショーである。
- 10月末～11月初旬に1日間、新町ボードウォークにて校外徳商デパート・パラソルショップを開く。パラソルショップとは露店形式の販売実習で、2年生全クラスと1・3年生の希望者がそれぞれの店を開く。2010年までは雨天時は中止か、校内で実施されていたが、2011年のリニューアルに伴い雨天でも東新町商店街で実施されるようになった。
- 就職は進路室を通して9月頃から斡旋される。県内企業は大半が学校または部活指定で求人がある。大学・専門学校の入試は主に指定校推薦を利用しており、校内選考で上位の者から希望する学校の推薦を得られる。
- 2012年度から部活動への所属が1年生は全員強制になった。
- 2023年度入試より、地域の伝統文化の担い手を育成するため、「阿波おどり」の技能に秀でた生徒を優先的に受け入れる特別枠を導入[1]。

## 部活動

### 文化部
- 美術
- 書道・ペン字
- ビジネス計算
- 陶芸
- 吹奏楽
- ワープロ
- 放送
- 新聞
- JRC・インターアクト
- 簿記
- アニメ・マンガ
- 写真
- ビジネス研究(ComCom)
- 英語
- 食物
- 園芸
- 情報処理
- 茶道・華道
- 人権サークル (PEACH)
- 阿波踊り

### 体育部
- 硬式野球 - 四国四商の一角。

甲子園での戦績については選手権結果及び選抜結果を参照。この他に1942年の大日本学徒体育振興大会（全国中等学校錬成野球大会、通称：幻の甲子園）優勝等の実績がある。
- 陸上競技
- ソフトボール（男・女）
- サッカー - 全国高等学校サッカー選手権大会出場39回
- 柔道
- 卓球
- バドミントン
- バレーボール（男・女）
- ソフトテニス
- テニス
- バスケットボール（男・女）
- 自転車
- 弓道
- 応援

## 著名な出身者

### プロ野球
- 林義一 - 元投手、大映ユニオンズ
- 蔦文也 - 元投手・元池田高（一時期本校のライバル的存在となっていた）野球部監督、東急フライヤーズ
- 平井三郎 - 元プロ野球選手
- 須本憲一 - 元内野手、東映フライヤーズ
- 岡本芳信 - 元外野手、大映ユニオンズ
- 板東英二 - 元投手・現タレント兼野球解説者、中日ドラゴンズ
- 広野翼 - 元外野手、阪急ブレーブス
- 大野守 - 元内野手、近鉄バファローズ
- 大坂雅彦 - 元内野手、近鉄バファローズ～ロッテオリオンズ
- 広野功 - 元内野手・コーチ、現編成部長、中日～西鉄ライオンズ～読売ジャイアンツ～中日ドラゴンズ～ロッテオリオンズ～西武ライオンズ～千葉ロッテマリーンズ～東北楽天ゴールデンイーグルス
- 多田勉 - 元内野手、広島東洋カープ
- 妹尾幸一 -元プロ野球選手、南海ホークス
- 高橋勉 -元プロ野球選手、阪急ブレーブス
- 三好幸雄 - 元投手、広島東洋カープ～阪急ブレーブス
- 鵜飼克雄 - 元プロ野球選手
- 松村憲章 - 元投手、ヤクルトスワローズ
- 中本茂樹 - 元投手、ヤクルトスワローズ
- 広永益隆 - 元外野手、福岡ダイエーホークス～ヤクルトスワローズ～オリックス・ブルーウェーブ
- 藤本俊彦 - 元捕手、オリックス・ブルーウェーブ
- 佐々木健一 - 元投手、中日ドラゴンズ
- 川上憲伸 - 元投手、中日ドラゴンズ
- 加藤竜人 - 元投手、北海道日本ハムファイターズ
- 牛田成樹 - 元投手、横浜DeNAベイスターズ
- 平岡政樹 - 元投手、読売ジャイアンツ
- 杉本裕太郎 - 外野手、オリックス・バファローズ
- 増田将馬 - 外野手、くふうハヤテベンチャーズ静岡
- 石上泰輝 - 内野手、横浜DeNAベイスターズ

### サッカー
- 黒部光昭 - FW、カターレ富山、元日本代表
- 田村直弘 - MF、元ガンバ大阪、現徳島ヴォルティス・セカンドコーチ
- 東泰 - 元徳島ヴォルティス監督、現徳島ヴォルティスコーチ、徳島ヴォルティス・セカンド監督
- 島卓視 - 元マツダ/サンフレッチェ広島、現広島ジュニアユース監督
- 田渕龍二 - DF・MF、元大塚製薬、コンサドーレ札幌
- 塩谷司 - DF、サンフレッチェ広島
- 濱田雄太 - FW、奈良クラブ
- 森田凜 - MF、徳島ヴォルティス
- 西大輔 - MF・FW、FCバレイン下関、デフリンピック日本代表

### 競輪
- 小倉竜二 - 競輪選手
- 阿竹智史 - 競輪選手、野球部に所属

### 芸能
- 米津玄師 - シンガーソングライター・イラストレーター・映像作家
- 川先宏美 - 女優
- 田中陽子 - タレント ※中退

### その他
- 永井奉子 - 競泳選手
- 藤本聰 - 柔道家、パラリンピック日本代表
- 樋口菜美 - ソフトボール選手
- 阿部五郎 - 元徳島県知事
- 三木武夫 - 元内閣総理大臣  ※徳島県立商業学校中退、私立中外商業学校へ転校。